# أريلد أندريسن
أريلد أندريسن (بالنرويجية البوكمول: Arild Andresen)‏ هو لاعب كرة قدم وكاتب سيناريو نرويجي، ولد في 1 ديسمبر 1928 في أوسلو في النرويج، وتوفي بنفس المكان في 27 ديسمبر 2008. شارك مع منتخب النرويج لكرة القدم. أما مع النوادي، فقد لعب مع نادي فوليرينغا.

## وصلات خارجية
- أريلد أندريسن على موقع اتحاد النرويج (النرويجية)
- أريلد أندريسن على موقع عالم كرة القدم.نت (الإنجليزية)